# Marknadsekonomisk tidskrift
Marknadsekonomisk tidskrift startades av Mats Johansson 1986 som en del av verksamheten inom näringslivets tankesmedja Timbro. Johansson efterträddes av Janerik Larsson.
Kvartalstidskriften ägnades idépolitiska artiklar med liberalkonservativ inriktning och debatt kring marknadsekonomins teori och praktik. Bland medarbetarna märktes Lars Gustafsson och Per Ahlmark. Larssons efterträdare Carl Rudbeck startade 1991 en efterföljare, kulturtidskriften Smedjan, som lades ner i december 2005..